# Auma (Auma-Weidatal)
Auma – dzielnica miasta Auma-Weidatal w Niemczech, w kraju związkowym Turyngia, w powiecie Greiz.
Do 30 listopada 2011 Auma była samodzielnym miastem wchodzącym w skład wspólnoty administracyjnej Auma-Weidetal i zarazem jej siedzibą.

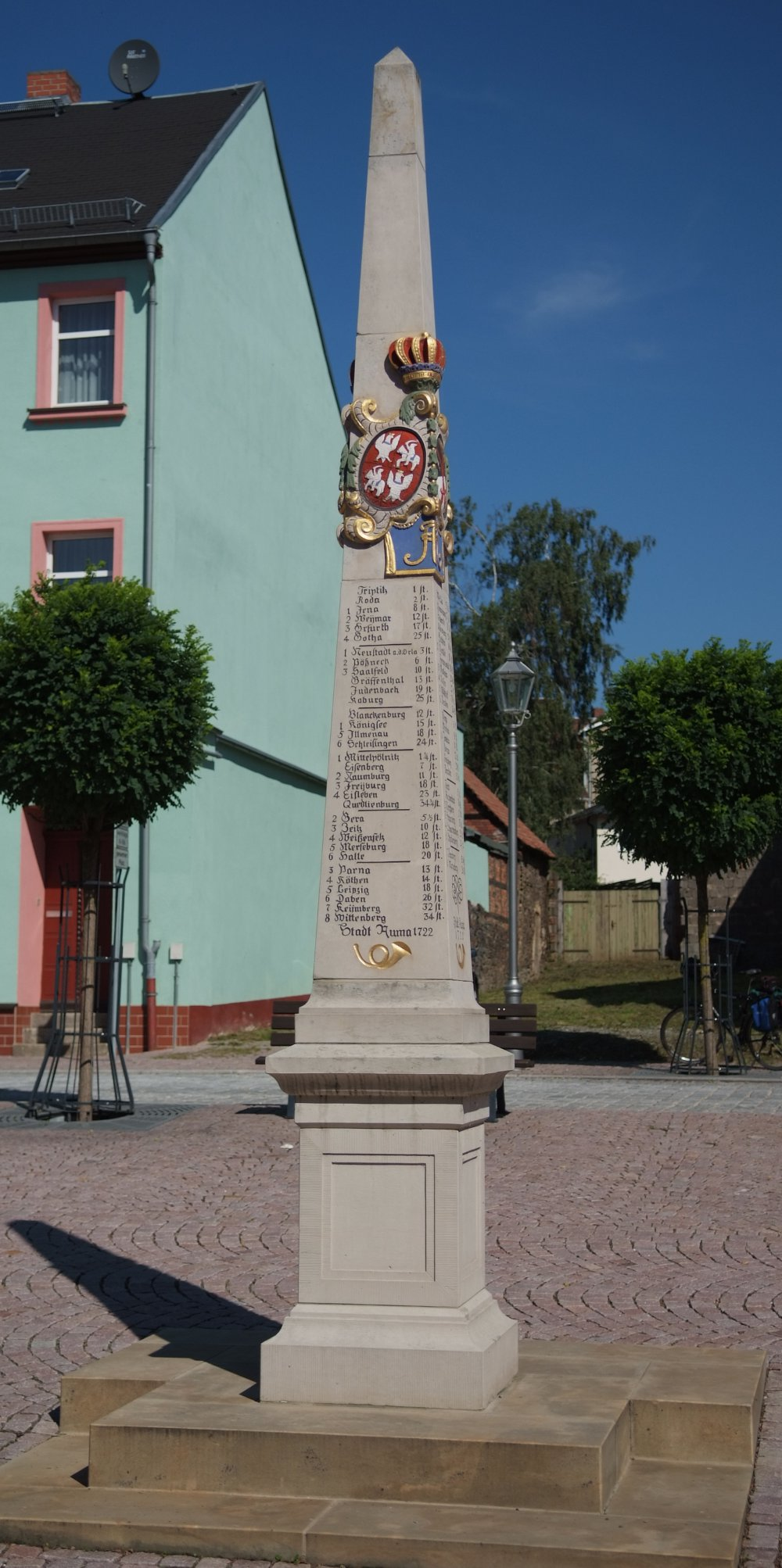
Słup dystansowy poczty polsko-saskiej z 1722 roku z herbami Rzeczypospolitej i Elektoratu Saksonii